# Evropska poletuša
Evropska poletuša (znanstveno ime Pteromys volans) je vrsta pravih veveric, ki je razširjena od Baltika na zahodu, pa vse do obal Tihega oceana na vzhodu. Je edina vrsta poletuš, ki živi na ozemlju Evrope, kjer je razširjena po gozdovih Finske, Estonije in Latvije. V Sloveniji je uvrščena na Seznam zavarovanih živalskih vrst.

## Opis
Samica evropske poletuše tehta okoli 150 gramov, samci pa so običajno nekoliko manjši. V dolžino doseže v povprečju med 13 in 20 cm, rep pa je dolg in sploščen ter meri v povprečjiu med 9 in 14 cm. Oči so velike in črne. Kožuh je siv, trebuh pa je nekoliko svetlejši. Med vratom in prednjimi nogami ima evropska poletuša temnejši pas dlake. Za evropsko poletušo, kot tudi za vse ostale vrste poletuš je značilna kožna membrana, imenovana patagium, ki se razteza od prednjih do zadnjih nog in poletuši omogoča jadranje po zraku tudi na razdaljah, daljših od 100 metrov. Drsno razmerje pri evropski poletuši lahko doseže vrednost 3,31, običajno pa znaša med 1 in 1,5.
Evropska poletuša se najraje zadržuje v mešanih gozdovih, kjer se prehranjuje z listjem, semeni, storži, poganjki, popki, oreški, jagodami, občasno pa tudi z jajci in mladimi pticami, ki jih pobira iz gnezd. Kadar gozd bogato obrodi, evropska poletuša presežke hrane shrani v opuščena gnezda žoln ali v druga skrivališča, kjer jih hrani za zimske mesece. Gre za nočno žival, ki je najbolj aktivna v poznih večernih urah, samice in mladiči pa se pogosteje pojavljajo zunaj tudi podnevi. Evropska poletuša pozimi ne hibernira, pogosto pa pozimi prespi tudi po več dni. Ker gre za pretežno nočno žival, se njeno prisotnost lahko najbolj zanesljivo potrdi z iztrebki ob vznožju dreves, v katerih ima duplino. 
Parjenje poteka dvakrat. Prvič zgodaj spomladi, drugič pa kakšen mesec kasneje. Brejost poteka pet tednov, samice pa skotijo od dva do tri mladiče, ki ob skotitvi tehtajo okoli 5 gramov. Gnezda si običajno ustvarijo v opuščenih gnezdih žoln in detlov, izkoristijo pa tudi gnezdilnice, če so odprtine v njih dovolj velike. Gnezdo obložijo z mehkimi materiali, najraje z lišaji. V naravi vrsta doseže starost petih let. 
Najpogostejši plenilci evropskih poletuš so kune, sove in mačke.